# 주간고속도로 제89호선
주간고속도로 제89호선(영어: Interstate 89, I-89)은 미국 북동부 뉴햄프셔주 콩코드(Concord) 근교와 북동부 버몬트주 하이게이트스프링스(Highgate Springs)를 연결하는 총 연장 307.58km의 고속도로이다. 89호선은 번호가 홀수임에 따라 남북노선으로 지정되었지만 동서노선의 역할도 겸해 90호선이 통과하지 않는 뉴잉글랜드 북부지방을 동서로 연결한다. 또한 미국의 북동부의 대도시인 보스턴과 캐나다 남부의 도시인 몬트리올을 직통으로 연결해준다.
89호선은 주간고속도로 전체 노선이 뉴잉글랜드 지방에 속해있는 3개의 고속도로 중 하나에 속하고 짝수 번호의 고속도로와 교차하지 않는다.

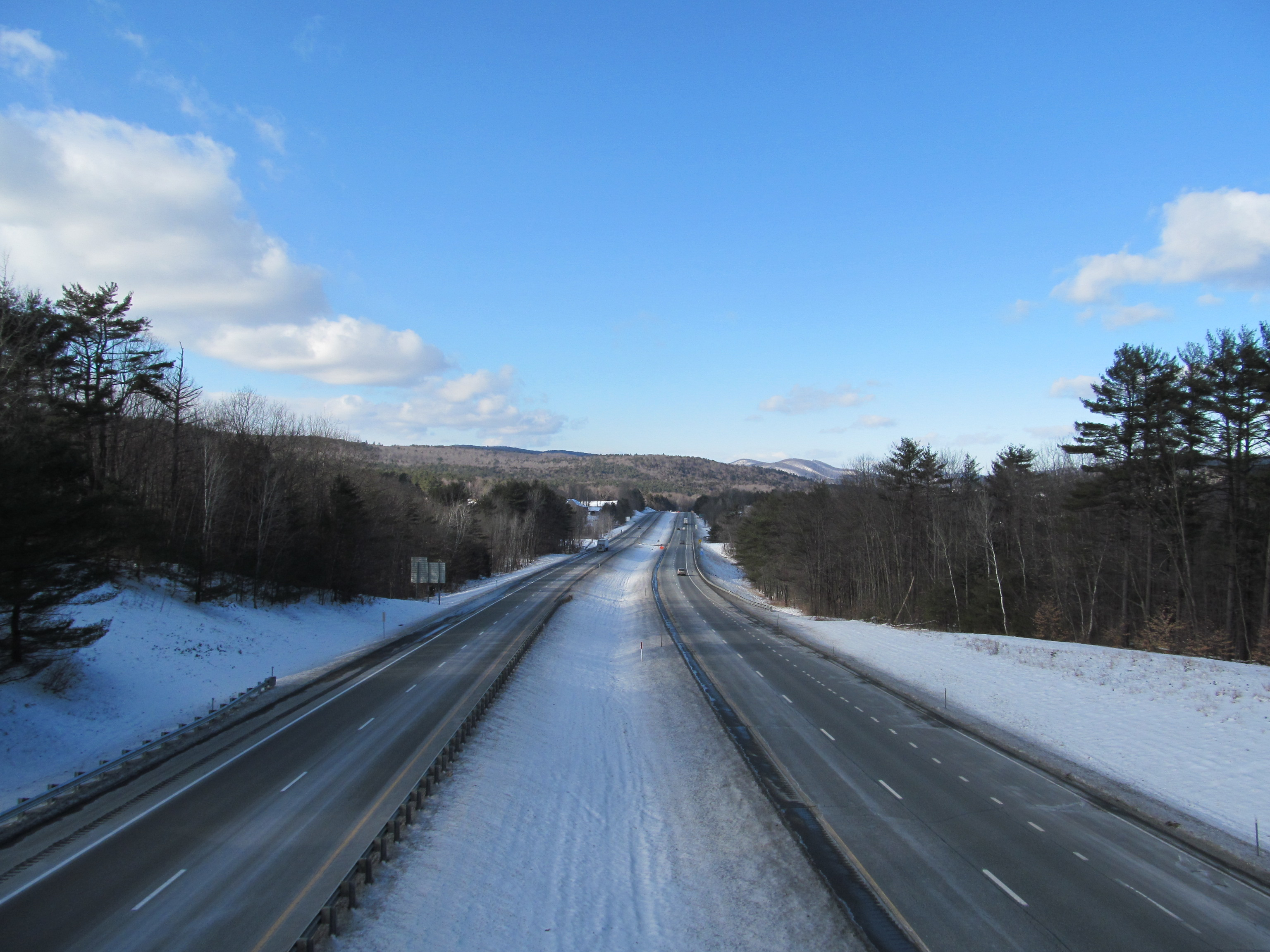